# Martina Badstuber
Martina Badstuber (* 1972 in Ravensburg) ist eine deutsche Kinderbuchautorin und -illustratorin.

## Leben
Badstuber absolvierte zunächst eine Ausbildung zur Dekorateurin und studierte dann Kommunikationsdesign an der Fachhochschule für Gestaltung in Augsburg. Seit 2004 schreibt und illustriert sie Kinderbücher.